# Copelatus gentilis
Copelatus gentilis är en skalbaggsart som beskrevs av Sharp 1882. Copelatus gentilis ingår i släktet Copelatus och familjen dykare. Inga underarter finns listade i Catalogue of Life.